# اولگا بوزنانسکا
اولگا بوزنانسکا (انگلیسی: Olga Boznańska; ۱۵ آوریل ۱۸۶۵ – ۲۶ اکتبر ۱۹۴۰ (۷۵ ساله)) یک نقاش زن لهستانی در دوران امپراتوری اتریش-مجارستان در آغاز سدهٔ بیستم بود. او یک نقاش برجسته در لهستان و اروپا به‌شمار می‌رود و از نظر سبک با امپرسیونیسم فرانسوی مرتبط بود، گرچه خود او این برچسب را رد می‌کرد.

## اوایل زندگی
بوزنانسکا در کراکوف در زمان تقسیمات خارجی لهستان به دنیا آمد. او دختر آدام نوینا بوزنانسکی (از یک خانواده اصیل لهستانی اما تحت تأثیر پوزیتیویسم برای شروع کار به عنوان مهندس راه‌آهن) و اوژنی نی موندان بود که اصالتاً اهل والنس فرانسه بود.

## تحصیلات و آموزش هنری
اولگا بوزنانسکا آموزش طراحی را ابتدا نزد مادرش که معلم یک مدرسه صومعه در ایمبراموویتس در نزدیکی کراکوف بود آغاز کرد. سپس بین سال‌های ۱۸۸۳–۱۸۸۶ آن را پیش مربیانی مثل یوزف سیدلکی، کازیمیرز پوچوالسکی و آنتونی پیوتروسکی آموخت. اولگا پس از آن در مدرسه زنان آدریان بارانیچکی تحصیل کرد. او در سال ۱۸۸۶ در نمایشگاه انجمن دوستان هنرهای زیبا کراکوف شروع به کار کرد.
از سال ۱۸۸۶ تا ۱۸۹۰ او در مدارس خصوصی کارل کریکلدورف و ویلهلم دور در مونیخ به تحصیل هنر پرداخت، زیرا هنوز زنان مجاز به تحصیل در آکادمی مونیخ نبودند.

## زندگی حرفه‌ای
از آن زمان به بعد اولگا بوزنانسکا بیشتر خود را وقف پرتره‌ها، طبیعت‌های بی‌جان و گاهی منظره‌ها کرد. او به خوبی با جامعه هنری لهستانی مونیخ، به ویژه یوزف برانت که مربی او شد، ارتباط برقرار کرد. پرتره پل ناوئن او در سال ۱۸۹۳ اولین موفقیت عمومی خود را به دست آورد و در سال بعد مدال طلا را در نمایشگاه بین‌المللی وین دریافت کرد.
او در سال ۱۸۹۸ به انجمن هنرمندان لهستانی "Sztuka" پیوست و در همان سال به پاریس نقل مکان کرد. در آنجا به عضویت انجمن ملی هنرهای زیبا درآمد و تدریس را در آکادمی د لا گراند شومیر آغاز کرد و به عضویت انجمن ادبیات و هنر لهستان (Polskie Towarzystwo Literaco-Artystyczne) درآمد.
مشهورترین پرتره او در سال ۱۸۹۴ از یک کودک ناشناخته «دختری با گل داودی»، معاصرانش را با فضای نمادین و بینش روانشناختی خاص خود مجذوب کرد. اولگا بوزنانسکا در سن ۷۵ سالگی در پاریس درگذشت.

## جوایز
بوزنانسکا در سال ۱۹۱۲ نشان لژیون افتخار فرانسه، در سال ۱۹۳۶ جایزه طلایی آکادمی ادبیات لهستان، در سال ۱۹۳۷جایزه بزرگ در نمایشگاه بین‌المللی هنر و تکنیک‌های مدرن، و در سال ۱۹۳۸ نشان پولونیا رستیتو را دریافت کرد.
در همان سال، در دوسالانه ونیز، یکی از پرتره‌های او توسط پادشاه ایتالیا ویکتور امانوئل سوم خریداری شد. نقاشی‌های او را می‌توان در موزه‌های ملی وروتسواو، کراکوف، پوزنان و ورشو و همچنین موزه اورسی در پاریس و کا پسارو - گالری بین‌المللی هنر مدرن در ونیز یافت.

## نگارخانه
- Self-portrait, 1893, National Museum in Warsaw
- Breton Woman, 1889, Private collection
- Girl with Chrysanthemums, 1894, National Museum in Kraków
- Portrait of a Woman, 1888, National Museum in Kraków
- Golden Roses, 1896, National Museum in Kraków
- Two Girls Cuddling, 1906, National Museum in Warsaw
- Portrait of a Lady in a White Hat, 1906, Silesian Museum in Katowice
- Portrait of Paul Neuen, 1893, National Museum in Kraków
- Girl by the Window, ca. 1980, Museum of Upper Silesia
- Young Lady with an Umbrella, 1886, Private collection